# Фомин, Александр Александрович (стратонавт)
Александр Александрович Фомин (9 апреля 1907, Пермь, Российская империя — октябрь 1941, Смоленская область, РСФСР, СССР) — советский воздухоплаватель и парашютист, мировой рекордсмен.

## Биография
Родился 9 апреля 1907 года в городе Пермь. Русский. Окончил школу, работал секретарём райкома комсомола в городе Кузнецке Средне-Волжской области.
В 1927 году был призван в РККА, после прохождения срочной службы остался служить в армии. В 1935 году окончил воздухоплавательную школу Гражданского воздушного флота, служил пилотом-инструктором свободных аэростатов, начальником испытательного отдела аэрологической обсерватории, командиром Отдельной воздухоплавательной группы (ОВГ) аэрологической обсерватории.
В 1935 — 1938 гг. совершал полёты на свободных аэростатах с планёрами, сбрасывавшимися с высоты от двух до пяти километров. В 1938 году вместе с пилотами-аэронавтами Георгием Голышевым и Александром Крикуном испытал в полёте вариант конструкции гондолы стратосферного аэростата в виде планера. В этом испытательном полете на высоте 5 100 м пилот Ильиченко провёл отцепку планера от субстратостата и успешно спланировал к месту вылета.
По заданию АН СССР в 1938—1940 гг. летал на субстратостатах на высоте 9—11 км для изучения космических лучей. Совместно с Александром Крикуном проводил полёты для отработки методики прыжков с парашютом из открытой гондолы аэростата, летящего на высоте от 140 до 8000 метров.
12 октября 1939 года с целью испытания новой системы спасения при аварийных ситуациях был построен стратостат-парашют «СССР ВР-60» (СП-2) объемом 19790 куб. м. Суть идеи заключалась следующем: при развитии аварийной ситуации из оболочки принудительно стравливался водород, скорость спуска резко возрастала, и под действием аэродинамических сил специально сконструированная оболочка принимала форму парашюта, который снижал скорость спуска до безопасной величины. Утром 12 октября 1939 года стратостат «СССР ВР-60» с экипажем под командованием Фомина в составе Михаила Волкова и Александра Крикуна плавно оторвался от земли, и через два часа был уже на высоте 16000 метров. В течение еще двух с половиной часов стратостат дрейфовал на этой высоте, а экипаж занимался сбором научной информации. Затем, открыв маневровый клапан, Фомин направил стратостат вниз. Скорость спуска аэростата постепенно нарастала, и оболочка стала приобретать форму парашюта, гася эту скорость, и демонстрируя правильность принятых конструктивных решений. На высоте 9000 м оболочка внезапно вспыхнула и мгновенно разрушилась, гондола перешла в свободное падение. Фомин попытался открыть спасательный парашют, предназначенный для аварийного спуска гондолы, но тот по ряду причин не сработал. Надо отдать должное хладнокровию экипажа — на высоте 6200 метров был открыт люк гондолы, на высоте 4000 м гондолу покинули Волков и Крикун, на высоте 2000 м выбросился Фомин. Комиссия, расследовавшая причину аварии, пришла к выводу, что причиной возгорания оболочки был разряд статического электричества, воспламенивший смесь водорода с воздухом в складках оболочки воздушного шара.
13 февраля 1941 года вместе с Георгием Голышевым в обычной открытой корзине на газовом аэростате «ВР-79» с оболочкой объёмом 2 700 куб.м. совершил полёт на высоту 12 138 м, установив мировой рекорд высоты.
С началом Великой Отечественной войны 23 июня 1941 года младший лейтенант Фомин направлен в 1-й полк аэростатов наблюдения, воевал командиром 14-го отряда аэростатов наблюдения, использовавшихся для корректировки артиллерийской стрельбы, на Западном фронте. В октябре 1941 года, в ходе Вяземской оборонительной операции, вместе с войсками фронта попал в окружение под Вязьмой, где погиб.